# РТС (канал)
Радіо Телебачення Сербії (срб. Радио Телевизија Србије) — державна телерадіокомпанія Сербії. У (1958-1992) — Радио Телевизија Београд (Радіо Телебачення Белград). З 2004 року генеральним директором РТС є Олександр Тіяніч (Александар Тијанић). У 2001 році, разом з Радіо Телебаченням Чорногорії, став членом Європейського Телерадіомовного Союзу. До цього ще було Радіо Телебачення Белград.
За рейтингом AGB Nilsen, РТС має найбільшу аудиторію новин в Сербії. Дневник (Щоденник) — найпопулярніша програма новин, з 2003 року. Дневник 2 виходить ввечері на РТС о 19.30.
Програми новин на РТС (станом на листопад 2007):
- Дневник (головні випуски новин в 12.00, 19.30 та 00.00);
- Јутарњи Програм (ранкова програма);
- Шта радите, бре (огляд сербських політичних партій);
- Београдска Хроника (передача про події в Белграді);
- Око магазин (програма про сучасні події);
- Evronet (ЄС та його економічні проекти в Сербії);
- Кључ (ток-шоу про сучасні події);
- Упитник (політичне шоу);
- Ово је Србија (годинне шоу, яке фокусується на новинах із Сербії).

## Історія
Під час правління Слободана Милошевича канал переживав тяжкий період, багато журналістів пішло в той час з телеканалу, бо не змогли змиритися з пропагандою, що транслював телеканал. 23 квітня 1999 року, під час бомбардування силами НАТО будівлі каналу РТС, загинуло 16 чоловік. У 2002 році генеральний менеджер каналу Драґолюб Мілановіч був засуджений до 10 років, бо він наказав технічному персоналу залишатися в будівлі, хоча знав, що скоріш за все її бомбардуватимуть. Під час виступів проти Слободана Мілошевіча 5 листопада 2000 року, будівля була частково спалена, після подій канал інколи називали Нова РТС (Новий), щоб показати звільнення від контролю режиму Слободана Мілошевіча.

## Канали
- РТС 1 — Новини та вітчизняна продуція.
- РТС 2 — Спорт, розваги.
- РТС 3
- РТС Сателит — Сателітний канал РТС.
- ТВ Мост — Сербський канал в Косово.